# Kakemann

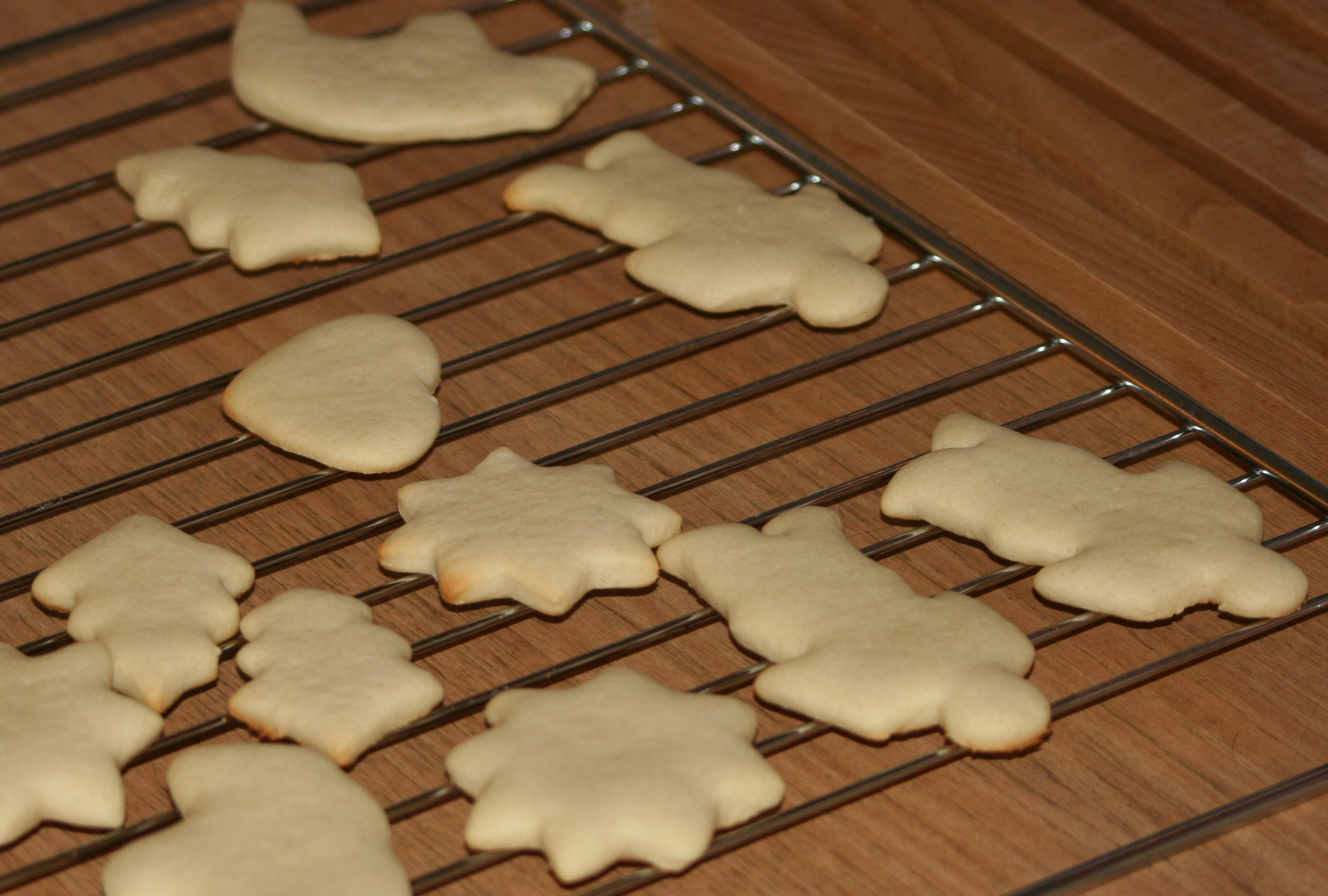
Kakemann

Kakemann (dt. Kuchenmann, Plural: Kakemenn), lokal auch julemanna, gøttekælla oder kakekæller, ist ein traditionelles Weihnachtsgebäck, das insbesondere im südlichen und westlichen Teil Norwegens gebacken wird. Es enthält Weizenmehl, Margarine oder Butter, Milch, Hirschhornsalz und Zucker. Der Teig wird ausgerollt und große Weihnachtsmannfiguren ausgestochen. Nach dem Backen sollen die Kuchen möglichst weiß und weich sein. Nach dem Backen werden die Kakemenn oft mit roter und grüner Gebäckfarbe und Zucker, oder auch mit Schokolade dekoriert. 
Es wird angenommen, dass die Tradition Kakemenn zu backen, aus Bergen stammt und auf die dort von deutschen und niederländischen Kaufleuten eingeführten Spekulatius zurückgeht.